# James Hamilton (2e comte de Clanbrassil)
Pour les articles homonymes, voir James Hamilton et Hamilton.
James Hamilton (23 août 1730 – 6 février 1798), est un homme politique Anglo-Irlandais titré vicomte de Limerick, de 1756 à 1758 puis comte de Clanbrassil.

## Biographie
Il est le fils de James Hamilton (1er comte de Clanbrassil), et Lady Harriet Bentinck. La famille fait partie des Scots d'Ulster.
Il siège à la Chambre des communes irlandaise comme député de Midleton entre 1755 et 1758, et sert en tant que shérif de Louth, en 1757. Le 17 mars 1758, il succède à son père et devient comte de Clanbrassil. Comme son titre est dans la Pairie d'Irlande, il ne lui est pas interdit de siéger à la Chambre des Communes de Grande-Bretagne comme député de Helston de 1768 à 1774. Le 4 juillet 1766, il est nommé membre du Conseil privé d'Irlande et est Custos Rotulorum de comté de Louth entre 1769 et 1798. Le 5 février 1783, il est fait chevalier de l'ordre de la Jarretière et le 11 mars de cette année, il est nommé chevalier fondateur de l'ordre de Saint-Patrick.
Il épouse Grace Foley, fille de Thomas Foley et Grace Granville, le 21 mai 1774, à Marylebone. Il meurt sans descendance en 1798 et ses titres s'éteignent.